# 거시사회학
거시사회학(巨視社會學, 영어: macrosociology )은 대규모의 사회적 유형을 연구하는 학문이다. 작은 규모의 사회집단 내에서 발생하는 사고와 행동 유형을 연구하는 미시사회학(微視社會學, 영어: microsociology )과 달리, 거시사회학에서는 전체 사회, 경제, 정치, 가족 제도, 종교 체계, 국제 관계 등을 연구한다.
다수의 거시사회학자들은 상대적으로 장기적인 관점에서 특정 사회의 변동을 연구하며, 과거 존재했거나 현재 존재하는 여러 사회들을 비교연구하는 경우도 있다.

## 같이 보기
- 토대와 상부구조
- 근대화 이론
- 구조와 기관